# 越秀国际金融汇

越秀国际金融汇，是中国武汉市的一座摩天大楼，位于江汉区解放大道，高330公尺、68层楼，于2018年动工、预计2025年完工，是武汉第八高楼。